# Inntal (Raumeinheit)

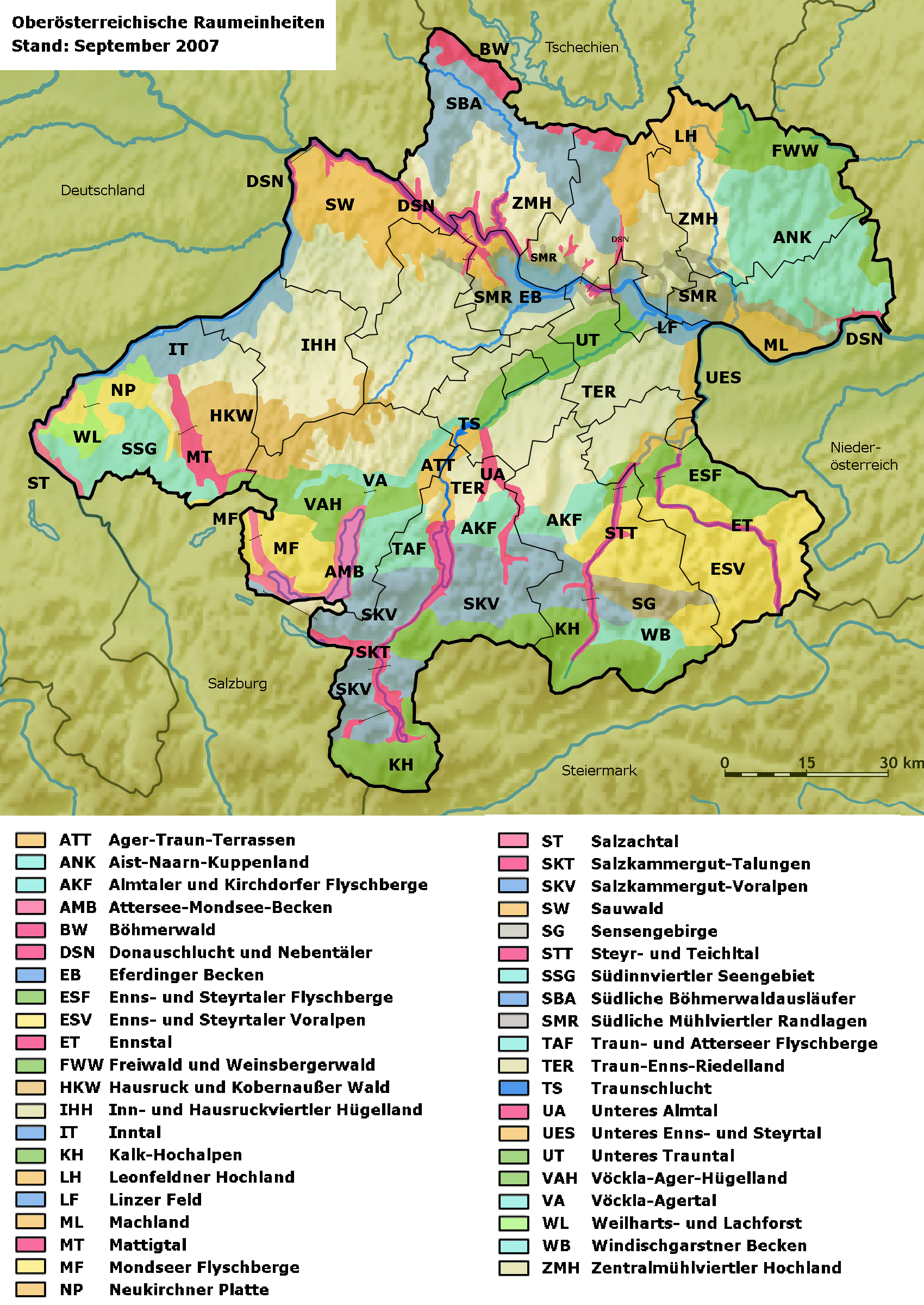
Alle OÖ Raumeinheiten

Das Inntal ist eine der 41 Oberösterreichischen Raumeinheiten und liegt im Innviertel entlang des Inns. Es umfasst die österreichischen Anteile des Unteren Inns.

## Lage
Die Raumeinheit liegt in den Bezirken Braunau, Ried und Schärding.
Die Fläche des Inntals beträgt rund 231 km² und erstreckt sich über rund 60 km. Die Breite schwankt zwischen 200 Meter und 9 km. Der tiefste Bereich liegt bei rund 312 m ü. A. bei Schärding. Der höchste Bereich des Gebiets ist bei Fuchshofen mit 406 m ü. A.
Folgende Gemeindegebiete haben großen Anteil am Inntal (alphabetisch nach Bezirk geordnet): Altheim, Braunau, Burgkirchen, Mining,  St. Peter/Hart, Überackern, Weng, Antiesenhofen, Geinberg, Kirchdorf, Mörschwang, Mühlheim, Obernberg, Reichersberg, St. Georgen/Obernbg., St. Martin/Innkr.,  Schärding, St. Marienkirchen/Schärding, St. Florian/Inn, Suben und Wernstein.
Die Raumeinheit ist von folgenden OÖ Raumeinheiten umgeben (Im Uhrzeigersinn, beginnend im Norden):
Donauschlucht und Nebentäler, Sauwald, Inn- und Hausruckviertler Hügelland, Mattigtal, Neukirchner Platte, Weilharts- und Lachforst und Salzachtal.
Das Inntal ist in vier Untereinheiten unterteilt:
- Inn und Auwälder
- Niederterrasse mit Kulturlandschaft
- Terrassenlandschaft
- Hangwälder

## Charakteristik
- Breite Talniederung am rechten Innufer mit Auwald und Kraftwerkskette.
- Die Auwälder bestehen zumeist aus Grauerlen, Silberweiden- und Eschen. Sie sind ein wichtiges Wasservogelgebiet und es besteht ein stabile Biberpopulation. Es gibt Konflikte zwischen Anglern und Umweltschützern wegen des Vogelschutzgebiets. Die Auwälder kommen auch außerhalb der Kraftwerksdämme vor (z. B. bei Mining und Kirchdorf).
- Die Kulturlandschaft zwischen Mühlheim und Hagenau weist viele Gliederungselemente auf. Zahlreiche Hecken, Kleinwälder, Obstbaumwiesen und Versumpfungen sind zu finden. Ferner gibt es kleine Siedlungen in dieser Untereinheit.
- Die Hangwälder sind naturnahe Wälder mit Esche, Ahorn, Buche, Eiche und Hainbuche. Es gibt hier auch viele kleine Bäche und Weiher.
- Fließgewässer aus dem angrenzenden Hügelland sind im Inntal oft reguliert. Die Antiesen fließt durch eine bis zu 40 Meter tiefe Schlucht mit Schlierwänden.
- Die Hoch- und Niederterrasse wird intensiv landwirtschaftlich genutzt. Dieser Bereich ist mit Löss bedeckt, der Waldanteil beträgt unter 4 %.
- Die Siedlungsbereiche liegen entlang der Terrassenkanten und eine dichte Bebauung besteht nur in Braunau. Die zahlreichen Schlösser und Stifte (z. B. Stift Reichersberg) sind landschaftsprägend.
- Verkehrswege (z. B. Innkreis Autobahn) durchschneiden das Gebiet.